# Прерийна чайка
Прерийна чайка (Leucophaeus pipixcan) е вид птица от семейство Laridae.

## Разпространение и местообитание
Разпространен е в Аржентина, Аруба, Белиз, Боливия, Бразилия, Венецуела, Гватемала, Еквадор, Канада, Колумбия, Коста Рика, Мексико, Никарагуа, Панама, Парагвай, Перу, Пуерто Рико, Салвадор, САЩ, Фолкландски острови, Френска Гвиана, Хондурас и Чили.